# Loi du 20 novembre 2007 relative à la maîtrise de l'immigration, à l'intégration et à l'asile
Loi du 24 juillet 2006 relative à l'immigration et à l'intégration Loi du 16 juin 2011 relative à l'immigration, à l'intégration et à la nationalité
La loi du 20 novembre 2007 relative à la maîtrise de l'immigration, à l'intégration et à l'asile, communément nommée "Loi Hortefeux", est un dispositif légal issu d'un projet de Brice Hortefeux qui comporte des dispositions relatives à l'immigration, à l’intégration et au droit d'asile et a modifié le code de l'entrée et du séjour des étrangers et du droit d'asile (CESEDA). Elle a suscité la polémique lors de son adoption principalement en raison d'une disposition qui autorise le recours aux tests génétiques pour prouver la filiation de candidats au regroupement familial.
La loi comporte 64 articles, numérotés de 1 à 65. L'article 63, initialement dévolu à l'autorisation de statistiques ethniques, a été déclaré anticonstitutionnel par le Conseil constitutionnel et a disparu de la version publiée de la loi.

## Dispositions sur les tests génétiques
La procédure établie par l'article 13 de la loi, modifiant l'article L111-6 du CESEDA, a pour origine l'amendement de Thierry Mariani permettant aux demandeurs de visas dans le cadre du regroupement familial, ressortissants de pays dont l'état civil présente des carences, de faire la preuve de leur filiation biologique avec un parent résidant en France au moyen d'un test génétique. Le député Thierry Mariani a fait valoir pour défendre son amendement que de tels tests ADN étaient pratiqués par 11 pays européens et qu'ils se basaient sur le volontariat.
Cette partie de la loi a été qualifiée de « détail » par François Fillon, qualification qui a été critiquée, notamment au Parti socialiste, en raison de l'usage de ce terme par Jean-Marie Le Pen. D'autres rapprochements avec le nazisme ou le régime de Vichy ont été faits,,.
Le projet de loi Hortefeux a subi une vive opposition lors de son passage devant le Sénat, qui a profondément modifié le texte de loi, notamment sur les tests ADN. Les tests ADN, rejetés dans un premier temps en commission, ont ensuite été adoptés, mais ceux-ci seront facultatifs, expérimentaux (dix-huit mois seulement), et réservés à l'établissement de la filiation envers la mère pour ne pas établir incidemment que le père ne serait pas le père biologique.

### Décret d'application
Le dispositif du test ADN n'est pas en vigueur tant qu'un décret d'application qui en fixe les modalités n'est pas paru. Le successeur de Brice Hortefeux, Éric Besson, avait prévu que le dispositif serait mis en place en avril 2009, et il s'était entretenu avec les experts chargés de ces tests au Home Office. En mars 2009, il s'est déclaré hésitant à signer le décret d'application, en raison de la complexité de la loi. Le 13 septembre 2009, Éric Besson a déclaré qu'en raison du manque de moyens, des contraintes de délai et de l'émotion suscitée par la loi, il ne signerait pas le décret d'application.

## Disposition concernant l'accès aux centres d'hébergement d'urgence pour les étrangers en situation irrégulière
Une disposition très controversée pouvait être interprétée comme une interdiction des centres d'hébergement d'urgence aux étrangers en situation irrégulière. Elle a été dénoncée par de nombreuses associations humanitaires ou défendant les personnes en situation irrégulière. Selon le gouvernement, cette disposition visait seulement à ne pas leur faire bénéficier du droit au logement opposable.
Cette disposition a finalement été retirée.

## Entrée sur le territoire français au titre de l'asile
Pour adapter la législation française à la jurisprudence de la Cour européenne des droits de l'homme, l'article 24 de la loi a institué un recours au fond suspensif contre la décision de refus d'entrée au titre de l'asile pour permettre un droit effectif au recours.

## La possibilité de régularisation sur demande de l'employeur
L'article 40 de cette loi et une circulaire du 7 janvier 2008 offrent la possibilité de régularisation sur demande de l'employeur, à condition que le salarié travaille dans un secteur qui connaît des difficultés de recrutement et soit sous contrat ferme d'un an minimum. L'art. 40 n'est pas applicable aux Algériens et aux Tunisiens, soumis à un régime dérogatoire. La circulaire a été annulée, le 23 octobre 2009, par le Conseil d'État.

## Autres dispositions
De nombreuses associations de défense des immigrés, des syndicats et des associations de défense des droits de l'homme ont aussi critiqué d'autres mesures telles que le durcissement des conditions de regroupement familial ou la simplification des mesures d'éloignement des étrangers.

## Décision du Conseil constitutionnel
Le Conseil constitutionnel a été saisi, les 25 et 26 octobre 2007 respectivement, par plus de soixante députés et par plus de soixante sénateurs. Dans sa décision du 15 novembre 2007,,,,,,, il a conclu :
- à la non-conformité de l'article 63 (concernant la réalisation de traitements de données à caractère personnel faisant « apparaître, directement ou indirectement, les origines raciales ou ethniques ») :
  - cet article a été adopté à l'issue d'une procédure irrégulière, étant issu d'un amendement sans lien avec l'objet du texte déposé sur le bureau de la première assemblée saisie (texte qui portait essentiellement sur le regroupement familial, sur l'asile et sur l'immigration pour motifs professionnels ;
  - sur le fond, le Conseil ajoute que « si les traitements nécessaires à la conduite d'études sur la mesure de la diversité des origines des personnes, de la discrimination et de l'intégration peuvent porter sur des données objectives, ils ne sauraient, sans méconnaître le principe énoncé par l'article 1er de la Constitution, reposer sur l'origine ethnique ou la race »
- à la conformité, sous réserve, de l'article 13 (tests génétiques pour les demandeurs de visa). Malgré la satisfaction exprimée par Mariani[27], ces réserves d'interprétation, ajoutées aux modifications apportées par le Parlement à la proposition du député, font douter de la portée qu'aura cette mesure[28],[29].

## Délibération de la Haute autorité de lutte contre les discriminations et pour l'égalité
Le Groupe d'information et de soutien des immigrés (GISTI) a saisi la Haute autorité de lutte contre les discriminations et pour l'égalité (HALDE) qui a, en conséquence, jugé certaines dispositions de cette loi «discriminatoires».
Les dispositions concernées sont notamment :
- l'exigence des conditions de ressources pour les handicapés demandant le regroupement familial,
- la mise sous tutelle des prestations familiales en cas de non-respect du contrat d'accueil et d'intégration (CAI),
- les tests génétiques,
- la non-motivation des obligations de quitter le territoire français (OQTF),
- l'exigence d'une spécifique pour les étrangers résidents «longue durée» qui souhaitent exercer une profession commerciale, industrielle ou artisanale.

Concernant les tests génétiques, la HALDE a considéré en particulier que la preuve de la filiation maternelle ne changeait rien au doute éventuel exercé vis-à-vis des actes d'état civil de mariage : les demandes de regroupement familial étant exercées à 80 % par des pères, le doute sur l'acte de mariage continuera à hypothéquer la demande, quand bien même la filiation maternelle aurait été prouvée via un test génétique.

### Opposants à l'amendement Mariani sur les tests génétiques
- http://www.touchepasamonadn.com/